# 行政機関の保有する個人情報の保護に関する法律等の施行に伴う関係法律の整備等に関する法律
行政機関の保有する個人情報の保護に関する法律等の施行に伴う関係法律の整備等に関する法律（ぎょうせいきかんのほゆうするこじんじょうほうのほごにかんするほうりつとうのしこうにともなうかんけいほうりつのせいびとうにかんするほうりつ、平成15年5月30日法律第61号）は、行政機関の保有する個人情報の保護に関する法律（平成15年法律第58号）、独立行政法人等の保有する個人情報の保護に関する法律（平成15年法律第59号）および情報公開・個人情報保護審査会設置法（平成15年法律第60号）の施行に伴う関係法律の整備に関する法律である。
個人情報保護法関連五法の一つである。

## 改正された法
次の法律が改正された。改正の内容は主に次のようである
「行政機関の保有する電子計算機処理に係る個人情報の保護に関する法律（昭和六十三年法律第九十五号）」を引用している場合に「行政機関の保有する個人情報の保護に関する法律（平成十五年法律第五十八号）又は独立行政法人等の保有する個人情報の保護に関する法律（平成十五年法律第五十九号）」等への改正
個別の場合に行政機関の保有する個人情報の保護に関する法律の適用除外。
情報公開審査会を情報公開・個人情報保護審査会に改組することに関連の改正
1.不動産登記法(明治32年2月24日法律第24号）
2.鉄道抵当法(明治38年3月13日法律第53号）
3.統計法(昭和22年3月26日法律第18号）
4.会計検査院法(昭和22年4月19日法律第73号）
5.戸籍法(昭和22年12月22日法律第224号）
6.刑事訴訟法(昭和23年7月10日法律第131号）
7.特別職の職員の給与に関する法律(昭和24年12月12日法律第252号）
8.漁業法(昭和24年12月15日法律第267号）
9.鉱業法(昭和25年12月20日法律第289号）
10.道路運送車両法(昭和26年6月1日法律第185号）
11.統計報告調整法(昭和27年5月24日法律第148号）
12.航空法(昭和27年7月15日法律第231号）
13.特定多目的ダム法(昭和32年3月31日法律第35号）
14.特許法(昭和34年4月13日法律第121号）
15.意匠法(昭和34年4月13日法律第125号）
16.商標法(昭和34年4月13日法律第127号）
17.商業登記法(昭和38年7月9日法律第125号）
18.著作権法(昭和45年5月6日法律第48号）
19.日本国と大韓民国との間の両国に隣接する大陸棚の南部の共同開発に関する協定の実施に伴う石油及び可燃性天然ガス資源の開発に関する特別措置法(昭和53年6月21日法律第81号）
20.電子情報処理組織による登記事務処理の円滑化のための措置等に関する法律(昭和60年5月1日法律第33号）
21.半導体集積回路の回路配置に関する法律(昭和60年5月31日法律第43号）
22.工業所有権に関する手続等の特例に関する法律(平成2年6月13日法律第30号）
23.社会保障に関する日本国とドイツ連邦共和国との間の協定の実施に伴う厚生年金保険法等の特例等に関する法律(平成10年5月27日法律第77号）
24.種苗法(平成10年5月29日法律第83号）
25.動産及び債権の譲渡の対抗要件に関する民法の特例等に関する法律(平成10年6月12日法律第104号）
26.行政機関の保有する情報の公開に関する法律(平成11年5月14日法律第42号）
27.内閣府設置法(平成11年7月16日法律第89号）
28.総務省設置法(平成11年7月16日法律第91号）
29.後見登記等に関する法律(平成11年12月8日法律第152号）
30.社会保障に関する日本国とグレート・ブリテン及び北部アイルランド連合王国との間の協定の実施に伴う厚生年金保険法等の特例等に関する法律(平成12年5月24日法律第83号）
31.小型船舶の登録等に関する法律(平成13年7月4日法律第102号）
32.独立行政法人等の保有する情報の公開に関する法律(平成13年12月5日法律第140号）
33.独立行政法人高齢･障害･求職者雇用支援機構法(平成14年12月13日法律第165号）
34.独立行政法人雇用･能力開発機構法(平成14年12月13日法律第170号）
35.個人情報の保護に関する法律(平成15年5月30日法律第57号）
36.社会保障に関する日本国とアメリカ合衆国との間の協定の実施に伴う厚生年金保険法等の特例等に関する法律(平成16年6月18日法律第126号）
37.社会保障に関する日本国と大韓民国との間の協定の実施に伴う厚生年金保険法等の特例等に関する法律(平成16年6月18日法律第127号）